# Nina Arbore
Nina Arbore też jako: Tamara Nina Arbore (ur. 8 października 1889 w Tecuci, zm. 7 marca 1942 w Bukareszcie) – rumuńska malarka i ilustratorka.

## Życiorys
Była córką pisarza i dziennikarza Zamfira Ralli-Arbore i Rosjanki Ekateriny. W okresie szkolnym pobierała lekcje rysunku u Nicolae Vermonta. W roku 1906 rozpoczęła naukę w Monachium w szkole dla kobiet-artystek, pod kierunkiem niemieckich ekspresjonistów: Angelo Janka, Friedricha Fehra i Karla Schmidta-Rottluffa. Z Monachium przeniosła się do Paryża, gdzie pracowała w studiu Henri Matisse'a.
Należała do grona założycielek grupy artystycznej Grup al celor trei doamne (Grupa trzech dam), wspólnie z Cecilią Cuțescu-Storck i Olgą Greceanu. W 1916 dzięki nim powstało Stowarzyszenie Malarek i Rzeźbiarek (Asociația femeilor pictore și sculptore), działające pod patronatem rodziny królewskiej. W 1921 w bukareszteńskiej Galerii Mozart otwarto pierwszą wystawę indywidualną prac Niny Arbore. W 1929, za prace inspirowane sztuką bizantyjską otrzymała dyplom honorowy na Międzynarodowej Wystawie w Barcelonie. Specjalizowała się w portretach i obrazach martwej natury.
Oprócz obrazów Nina Arbore tworzyła mozaiki, a także rysowała ilustracje do czasopism Cuvântul Liber i România Muncitoare. Wykonała także freski do kościołów w Konstancy i w Sinai. Po śmierci jej siostry Ecateriny, komunistki, (straconej w 1937 w Moskwie w czasie Wielkiej Czystki), Nina wycofała się z życia publicznego.
Prace artystki znajdują się w zbiorach Muzeum Narodowego w Bukareszcie, Muzeum Miejskiego w Bukareszcie, a także Rumuńskiej Akademii Nauk.

## Galeria

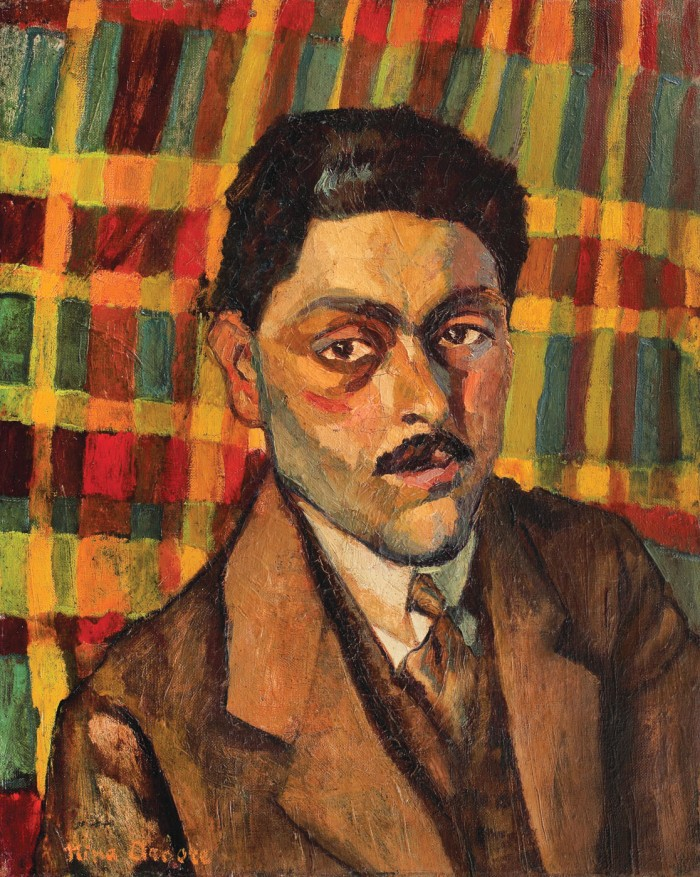
Portret artysty
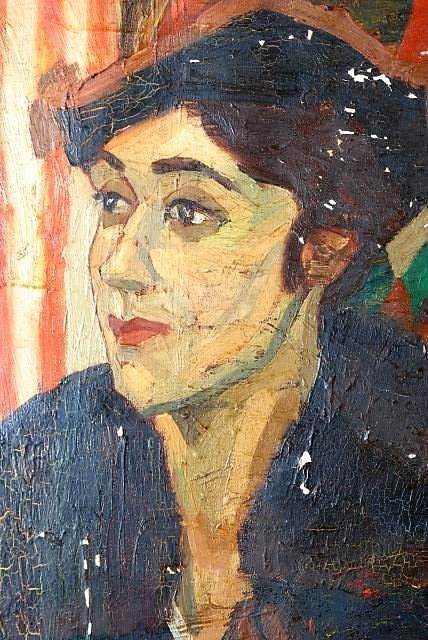
Portret kobiety
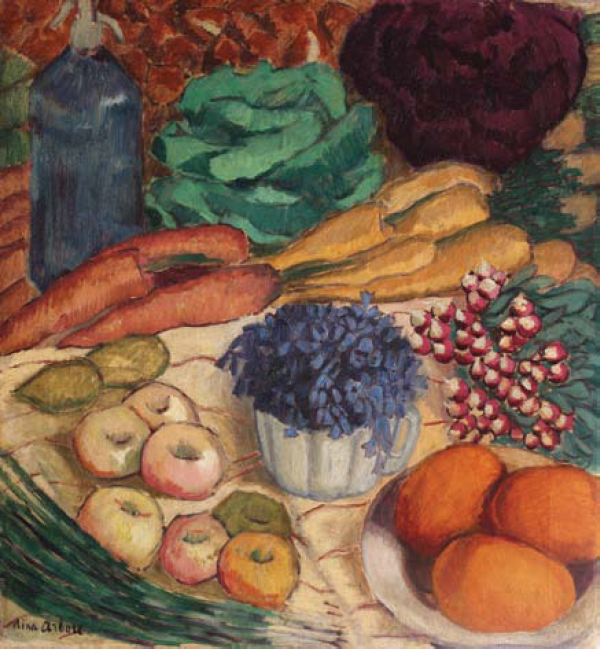
Martwa natura
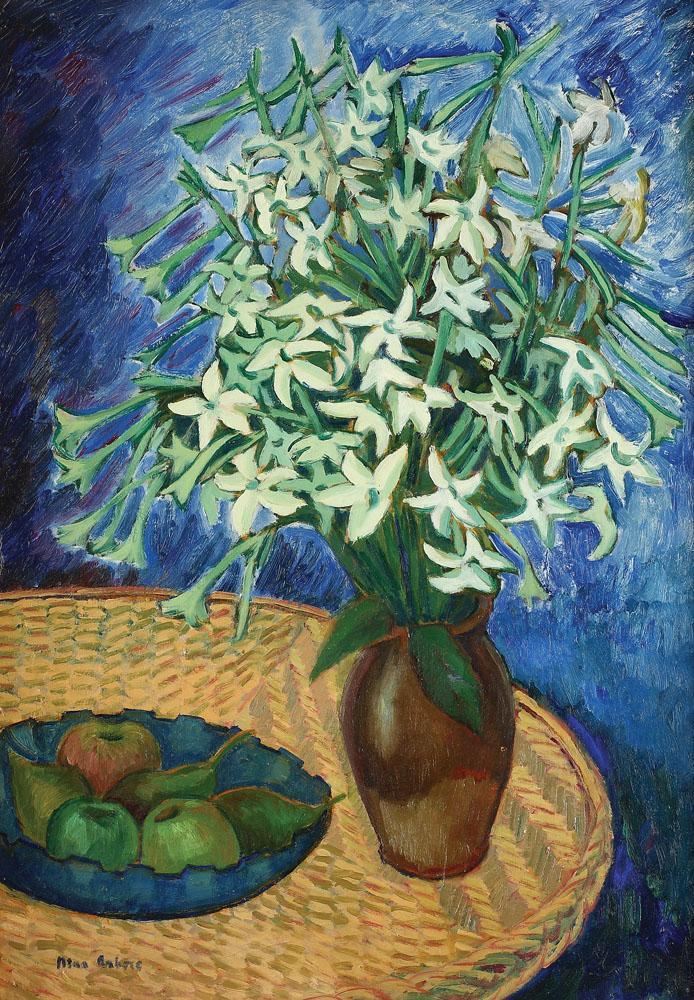
Natura statica cu regina-noptii
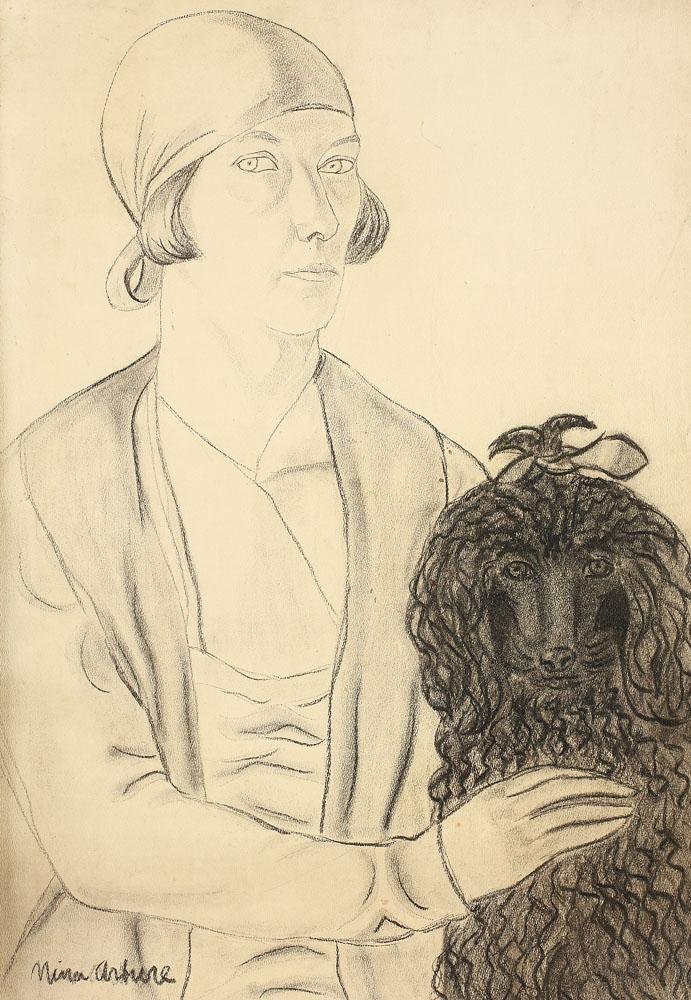
Autoportret z pudlem